# Joseph Mezzara

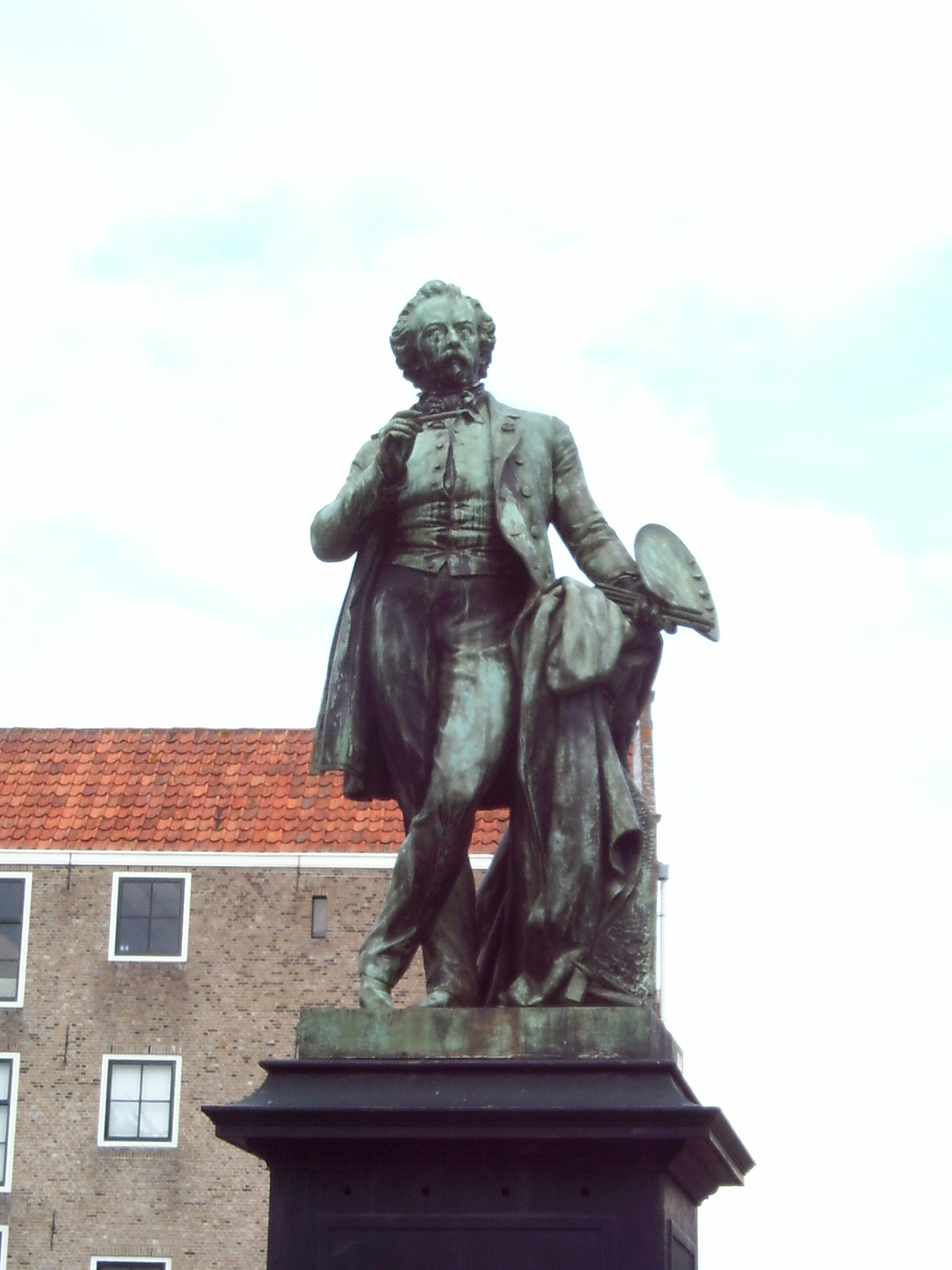
Staty över Ary Scheffer

Joseph Mezzara, född 1820, död 1901, var en amerikansk skulptör.
Joseph Mezzera var gift med Mathilde Leenhoff, som var syster till Édouard Manets hustru Suzanne.